# Dikson
Dikson (rusko: Диксон, Dikson) je naselbina v Zahodni Sibiriji, v Rusiji. Leži ob obali Karskega morja. Upravno sodi v Krasnojarski okraj in Sibirsko zvezno okrožje. 
Naselbina je bila vzpostavljena v 30. letih 20. stoletja, za potrebe koriščenja nahajališč rudnin, nafte in zemeljskega plina, ki se nahajajo v bližnji okolici. Vse omenjene dejavnosti so se ohranile vse do danes. Pomembna gospodarska panoga pa je tudi ribištvo. Pristanišče v Diksonu, poleg pristanišča v Novem portu, velja za eno od dveh glavnih pristanišč ob Karskem morju.  